# Jakob Hopfenstätter
Jakob Hopfenstätter (* 6. November 1827 in Würzburg; † 6. Oktober 1865 ebenda) war ein bayerischer Jurist und von 1862 bis 1865 Erster Bürgermeister von Würzburg.

## Werdegang
Hopfenstätter studierte Rechtswissenschaften. Am 18. September 1862 wurde er zum Ersten rechtskundigen Bürgermeister Würzburgs gewählt. Von 1864 bis 1866 war er vorsitzender Abgeordneter im Bayerischen Landtag. Er starb während seiner Amtszeit im Herbst 1865 an einem Unterleibsleiden.